# Сонгин, Станислав
Станислав Сонги́н (пол. Stanislaw Songin; 1818 — 15 февраля 1863 у д. Речица, Пружанский уезд, Гродненская губерния, Северо-Западный край, Российская империя) — активный участник Польского восстания 1863—1864 годов.

## Биография
Родился в 1818 году в польской дворянской семье герба «Шренява». Отец Матей Сонгин, мать неизвестна.
Был мелким чиновником в Гродно. За несколько лет до восстания переехал в Вильно, где был выбран членом Виленской археологической комиссии. Занимался сбором экспонатов для Виленского музея древностей. Также печатался в местных газетах и журналах со статьями по экономике. Уйдя в отставку, стал управляющим имением в Бельском уезде, Гродненской губернии.

## Участие в Восстании (1863—1864)
Ещё до начала вооруженного мятежа поддерживал связи с находящимися в подполье польскими и белорусскими революционерами. Активно контактировал и с К. Калиновским. Помогал в издании «Мужицкой правды», также занимался её активным распространением среди крестьянства.
В конце января 1863 года сформировал в Семятичах вооружённый отряд повстанцев и возглавил его. Однако после неудачных боев за местечко с регулярными войсками 6—7 февраля 1863 был вынужден отступить с остатками своего отряда.
12 февраля 1863 года объединился с отрядом Р. Рогинского, а на следующий день они заняли Пружаны, где захватили множество оружия, денег и продовольствия с местных складов. Также отряд Сонгина, пополнившись живой силой, возрос со 100 до 250 человек личного состава.
После чего решил двигаться обратно и вновь занять Семятичи. Однако 3 (15) февраля 1863 года повстанцы были настигнуты отрядом регулярных войск у деревни Речица 2, 3 и 7 линейными ротами Псковского полка под командованием подполковника Вимберга. В ходе ожесточённого боя повстанческий отряд был разогнан. Он был убит, как и 83 бойца из их отряда, ещё 48 восставших взяты в плен, из них 14 ранеными, в том числе и заместитель Сонгина — Бронеслав Рыльский. Потери русского отряда составили 2 убитых и 3 раненых.

## Личная жизнь
Жена Богумила Сонгина (в девичестве Бартошевич) умерла 3 декабря 1868 года. Сын Матей Сонгин (11 ноября 1849 — 2 ноября 1911)